# Otospermum
Otospermum je monotipski rod glavočika smješten u tribus Anthemideae. Jedina je vrsta O. glabrum, zeljasta jednogodišnja biljka bijelh cvjetova iz zapadnog Mediterana (južna Španjolska i Portugal, i sjeverni Maroko, Tunis, Alžir)

## Sinonimi
- Matricaria glabra (Lag.) Ball
- Pyrethrum glabrum Lag.